# صوصصون

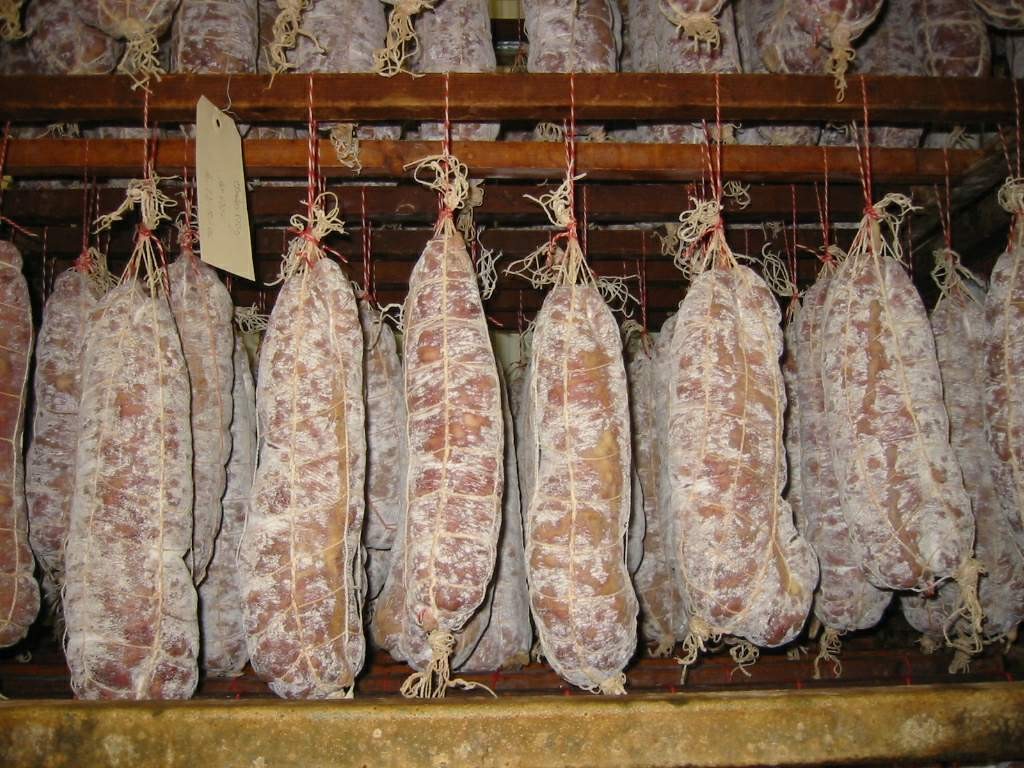
صوصِصون معلقة لتجف

الصُّوصِصُون هي عائلة من السلامي الثخينة المجففة في المطبخ الفرنسي. عادة ما تكون مصنوعة من لحم الخنزير أو خليط من لحم الخنزير واللحوم الأُخَر، وهي تشبه السلامي أو نقانق الصيف.